# Caserne Belliard
La caserne Belliard était une caserne militaire située au 19, 19 bis rue Kléber à Fontenay-le-Comte, dans le département de la Vendée, en France.

## Description
L’édifice se compose principalement de maçonnerie en moellon calcaire, à l’exception de l’avant-corps du pavillon central, lequel est façonné en pierre de taille. Les toitures de l’immeuble, garnies d’ardoises, s’harmonisent avec l’ensemble, tandis que la cour d’honneur, flanquée à dextre et à senestre, est ceinte de bâtiments bas, chacun élevé d’un étage modeste coiffé d’un toit en mansarde. Les écuries, quant à elles, exhibent une couverture en tuiles plates, disposée selon la technique des longs pans. Le vestibule du pavillon principal, d’une sobriété architecturale caractéristique, présente une voûte soigneusement appareillée.

## Histoire
La création de la caserne fut abordée pour la première fois en 1720, lorsque Claude Masse, ingénieur au service du roi, marque sur le plan de la ville l’implantation prévue pour sa construction. Cependant, ce n’est qu’au 28 juillet 1750, sous le règne de Louis XV, que le Conseil d’État donne son accord à la construction d’une caserne destinée à accueillir une unité de cavalerie, dans le but de répondre à des impératifs militaires.
En 1752, la Ville fit l'acquisition des terrains nécessaires à la réalisation du projet, finançant intégralement les travaux au moyen des droits d'octroi. Toutefois, dès 1753, elle dut se résoudre à contracter un emprunt afin de pourvoir aux dépenses. Le projet conçu par Parent obtint l'aval de la municipalité le 9 juin 1750, puis reçut l’approbation du Conseil d’État le 28 juillet de la même année. Les travaux furent adjugés dès le 9 août à Maupetit, entrepreneur originaire de Fontenay, lequel, incapable de satisfaire à ses engagements, fut remplacé par Alexandre Hiou, entrepreneur de Cholet. À la mort de ce dernier, survenue en mai 1755, le chantier fut repris par Charles Fonteneau, désigné tuteur des enfants d’Hiou.
Une expertise fut conduite le 16 avril 1760 pour évaluer les travaux déjà exécutés par Hiou. Elle associa l'architecte et entrepreneur fontenaisien Dumesnil, ainsi que Parent lui-même. Avant cette date, mais à un moment difficile à préciser, Jacques Morillon, originaire de Fontenay, est mentionné sous le titre d’« entrepreneur des casernes », tandis que Jacques Durand est parfois désigné comme « conduisant les ouvrages ».
Les travaux de sculpture et de serrurerie furent entrepris autour de 1765. Ils furent confiés respectivement à Héricart, sculpteur, et à Jean-Baptiste Trutteau, serrurier fontenaisien. Parmi les autres artisans, on relève le couvreur en ardoise Louis Perdreau. En outre, une carrière située à Biossais fut louée à un certain Monsieur Brunet, propriétaire du lieu.
Le 20 avril 1764, Parent rédigea un nouveau devis portant sur la construction de deux pavillons destinés à loger les officiers, lesquels auraient dû se dresser de part et d’autre du bâtiment principal. Ce projet, déjà évoqué en 1752, avait obtenu un accord de principe du Conseil d’État en 1754. Cependant, ces pavillons ne furent jamais édifiés. Enfin, les 15 janvier et 7 février 1765, une visite de la caserne fut effectuée par Parent, Morillon, le maire et les échevins.
Le premier régiment s’établit dans les lieux en 1768, période qui coïncide également avec l’installation du régiment du Marquis de Brissac, dénommé plus couramment « Le Royal Bourgogne ». Quelques années après l’achèvement de la construction, le bâtiment fut victime de dégradations infligées par des soldats indisciplinés. Néanmoins, le 28 mars 1776, l’ingénieur Parent de Curzon entreprit avec succès les travaux de réparation, permettant ainsi de restaurer l’intégrité de la structure et de rendre à l’édifice son état initial.
Pendant la Révolution française, l’autorité étatique prend possession de la caserne, conservant ainsi son contrôle, puisque la ville n’avait pas résigné les termes du décret du 23 avril 1810 qui conférait la propriété des casernes à la ville moyennant l’obligation d’entretien. Au cours du XIXe siècle, cet établissement prit le nom de « quartier Belliard » en reconnaissance du général Belliard, natif de Fontenay-le-Comte et qui avait servi l'Empire. Il était communément appelé le quartier de la Remonte, en raison d'un dépôt de remonte qui fonctionnera de août 1839 jusqu'en 1914. Les écuries ont été construites entre 1841 et 1843, suivies par l'agrandissement du réseau de la Remonte entre 1849 et 1855, grâce à l’achat de terrains adjacents. L'édifice est inscrit au titre des monuments historiques en 1929.
Pendant la période de la Seconde Guerre mondiale, la caserne a été occupée par les troupes d’occupation allemandes de 1940 à 1944. À la suite de la Libération, elle perd sa vocation militaire pour être réaffectée à des fins industrielles. La société SEITA y a provisoirement établi ses activités jusqu’en octobre 1957. Par la suite, des entrepôts de séchage du tabac ont été construits sur le site de l’ancienne carrière et de la piste cavalière. En 1959, le bâtiment a été remis au service du Génie, et au même moment, il a été officiellement affecté de manière permanente à l’usage militaire. Deux années après, un nombre accru de bâtiments sont désormais pris en compte de la Société Nationale Immobilière. En 1970, le Centre Mobilisateur 137 a été intégré en tant qu’annexe au Centre Mobilisateur 37, et en 1978, ladite annexe a été dissoute pour être réaffectée au Centre Militaire de Formation Professionnelle (CMFP) numéro 2. Par la suite, d’importants travaux de restauration ont été entrepris sur les bâtiments concernés.
À partir de 1980, la partie inférieure de l’aile gauche du bâtiment héberge le secteur des travaux du Génie de Vendée, tandis que l’aile droite sert d'habitation au commandant d’armes. En juillet 1985, le Centre militaire de formation professionnelle (CMFP) du 137e Régiment d’Infanterie de Fontenay-le-Comte se métamorphose en un organe mobilisateur inclus au 137e régiment inter-armes divisionnaire. Cette métamorphose est officiellement inaugurée en 1985 par le général de corps d’armée Jacques Servranckx, commandant de la 3e région militaire.
En 2008, l’armée quitte le bâtiment, qui est resté vacant jusqu’en 2020. La même année, d’importants travaux de rénovation ont été entrepris en vue de transformer en une résidence accueillant une trentaine d’appartements. Une partie de ces appartements est devenue disponible à la location à partir de la fin de l’année 2021. Une partie du bâtiment est disponible à la location depuis fin 2021.